# 桑蒂瓦涅斯德拉佩尼亚
桑蒂瓦涅斯德拉佩尼亚，是西班牙卡斯蒂利亚-莱昂帕伦西亚省的一个市镇。 总面积103平方公里，总人口1434人（2001年），人口密度14人/平方公里。